# Lynn Morley Martin

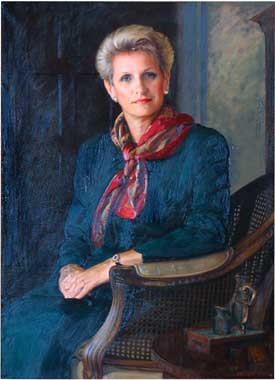
Das offizielle Porträt von Lynn Morley Martin im US-Arbeitsministerium

Lynn Morley Martin (* 26. Dezember 1939 in Chicago, Illinois) ist eine US-amerikanische Geschäftsfrau, die früher als Politikerin für die Republikanische Partei aktiv war. Unter anderem gehörte sie als Arbeitsministerin dem US-Kabinett an.

## Leben
Nach dem Schulbesuch und einem Bachelor-Studienabschluss an der University of Illinois in Urbana 1960 begann Lynn Martin ihre berufliche Karriere als Lehrerin im Schuldistrikt von Rockford. Während dieser Zeit gehörte sie der Legislative des Winnebago County an. 1977 wurde sie ins Repräsentantenhaus von Illinois gewählt; 1979 wechselte sie in den Staatssenat.
Im Januar 1981 zog die Republikanerin für Illinois ins US-Repräsentantenhaus ein. Die Wähler bestätigten sie viermal; 1990 trat sie dann nicht zur Wiederwahl an und strebte stattdessen einen Sitz im US-Senat an. Martin kandidierte gegen den demokratischen Amtsinhaber Paul Simon und galt als durchaus chancenreich. Ihre Chancen schwanden jedoch, als sie sich in ihren Anzeigen über Simons Markenzeichen, eine Fliege, lustig machte. Der Senator verteidigte letztlich mit 65 Prozent der Stimmen sein Mandat; Lynn Martin konnte lediglich im Edwards County und im McHenry County eine Mehrheit erringen.
Ihre politische Laufbahn war damit aber keineswegs beendet. 1991 trat sie die Nachfolge von Elizabeth Dole als US-Arbeitsministerin im Kabinett von Präsident George Bush an. Sie hatte sich bereits zuvor dessen Anerkennung erworben, als sie im Vorfeld der Präsidentschaftswahl 1984 den damaligen Vizepräsidenten bei der Vorbereitung auf die Fernsehdebatte mit der demokratischen Gegenkandidatin Geraldine Ferraro unterstützte. Bush zog Martin auch bereits 1988, als er sich um die Nachfolge von Ronald Reagan als Präsident bewarb, für den Vize-Posten in Betracht, entschied sich aber letztlich für Senator Dan Quayle aus Indiana.
Nach der Wahlniederlage von George Bush gegen Bill Clinton schied Lynn Martin 1993 aus ihrem Amt aus. 1995 zählte sie kurzzeitig zum republikanischen Kandidatenkreis für die Präsidentschaftswahl im folgenden Jahr, entschied sich dann aber schnell wieder zum Rückzug, nachdem sie ihre Chancen abgewogen und keine ausreichende Unterstützung für die Kandidatur erkannt hatte.
Nach ihrer politischen Laufbahn war Lynn Martin zunächst als Professorin an der Business School der Northwestern University tätig. Später wechselte sie in die Privatwirtschaft und wurde unter anderem in das Board of Directors der Firmen AT&T, Constellation Energy und Procter & Gamble aufgenommen.